# Нагорный проезд
Наго́рный прое́зд (часть его — бывшая улица Ленинская Слободка) — улица в Южном административном округе города Москвы на территории Нагорного района. Расположена между Варшавским шоссе (в районе дома № 18) и Нагорной улицей, в которую переходит Нагорный проезд в районе пересечения реки Коршунихи. Нумерация домов ведётся от Варшавского шоссе.
В начале Нагорного проезда его пересекает путепровод, по которому проходит трёхпутная железнодорожная линия Павелецкого направления Московской железной дороги.

## Происхождение названия
Название 1968 года, дано по названию Нагорной улицы, продолжением которой является Нагорный проезд.

## Здания и сооружения

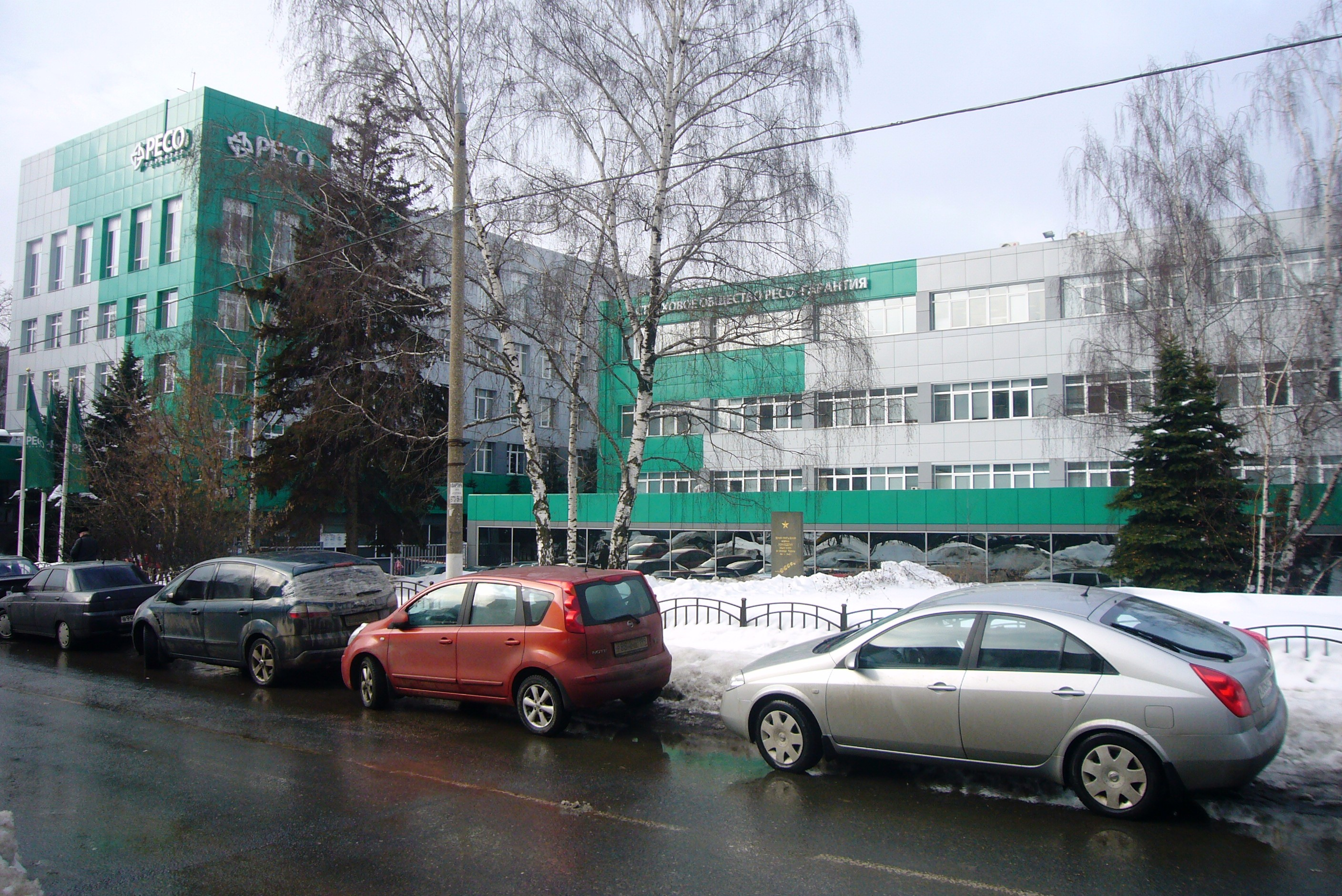
Нагорный проезд: через дорогу виден памятник погибшим рабочим фабрики «Кожизделий».

По нечётной стороне:
- № 3 —
- № 5 — ООО «Банк Софт Системс»
- № 7 — Государственный НИИ вакуумной техники им. С. А. Векшинского.

По чётной стороне:
- № 2 —
- № 2а —
- № 6 — Центральный офис страховой компании «РЕСО-Гарантия». В скверике перед ним в 2005 г. восстановлен памятник погибшим рабочим фабрики «Кожизделий».
- № 6, стр. 1 —
- № 10 — Федеральное государственное унитарное предприятие «Управление специального строительства по территории № 10 при Федеральном агентстве специального строительства» (ФГУП «УССТ № 10 при Спецстрое России»).

## Транспорт
- Станция Верхние Котлы Московского центрального кольца с пересадкой на одноименную станцию Павелецкого направления Московской железной дороги.
- От станции метро Тульская автобусами м5, 44.
- От станции метро Нагатинская (северный выход) пешком по Варшавскому шоссе в сторону центра до начала Нагорного проезда слева перед путепроводом.

Из-за узости проезда движение автотранспорта затруднено, часто возникают пробки.